# うみねこのなく頃に散
『うみねこのなく頃に散』（うみねこのなくころにちる）とは同人サークルである07th Expansion（セブンスエキスパンション）が製作している同人ゲーム。略称は「うみねこ散」。タイトルは『うみねこのなく頃に散』と、「な」を赤文字で表記する。

## 概要
連作シリーズである『うみねこのなく頃に』の第五部作以降を『うみねこのなく頃に散』と呼ぶ。また、竜騎士07の前作『ひぐらしのなく頃に』の第五部作からは「解答編」であったが、今シリーズの第五部作からは「展開編」とされている（ただし、漫画版は「解答編」と銘打たれていることが多い）。
2009年夏のコミックマーケット76にて『うみねこのなく頃に』シリーズ第五部作、『うみねこのなく頃に散 episode5 - End of the golden witch』が発表され、2010年冬のコミックマーケット79にて第八部作（最終話）、『うみねこのなく頃に散 episode8 - Twilight of the golden witch』が発表され、完結した。
2017年にMangaGamerによりSteam版が配信された。文章は原作準拠、新規立ち絵と英語モードが追加されている。

## 漫画化作品
- うみねこのなく頃に散 episode5 - End of the golden witch（作画：秋タカ 月刊ガンガンJOKER連載）全6巻
- うみねこのなく頃に散 episode6 - Dawn of the golden witch（作画：桃山ひなせ 月刊Gファンタジー連載）全6巻
- うみねこのなく頃に散 episode7 - Requiem of the golden witch（作画：水野英多 月刊少年ガンガン連載）全9巻
- うみねこのなく頃に散 episode8 - Twilight of the golden witch（作画：夏海ケイ 月刊ガンガンJOKER連載）全9巻

## 小説化作品
Episode5から考証協力としてKEIYAが参加している。
- うみねこのなく頃に散 Episode5 上（講談社BOX）2012年7月13日 初版 ISBN  978-4-06-283757-6
- うみねこのなく頃に散 Episode5 下（講談社BOX）2012年12月13日 初版 ISBN 978-4-06-283811-5
- うみねこのなく頃に散 Episode6 上（講談社BOX）2014年3月4日 初版 ISBN 978-4-06-283840-5
- うみねこのなく頃に散 Episode6 下（講談社BOX）2014年3月6日 初版 ISBN 978-4-06-283844-3
- うみねこのなく頃に散 Episode7 上（講談社BOX）2015年6月3日 初版 ISBN 978-4-06-283885-6
- うみねこのなく頃に散 Episode7 下（講談社BOX）2018年9月2日 初版 ISBN 978-4-06-283901-3
- うみねこのなく頃に散 Episode8（講談社BOX）2018年9月30日 初版 ISBN 978-4-06-512931-9